# James Kombo Moyana
James Kombo Moyana (4 juillet 1942 - 19 janvier 2021) est un gouverneur de la Banque de réserve du Zimbabwe de 1983 à 1993.

## Nomination
Premier gouverneur noir lors de sa nomination, il est initialement placé à ce poste par le Premier ministre du Zimbabwe de l'époque, Robert Mugabe.

## Décès
James Moyana est décédé de la COVID-19 en janvier 2021, lors de la pandémie de Covid-19 au Zimbabwe,.